# La Guerre en caleçon
La Guerre en caleçon est la douzième histoire de la série Gil Jourdan de Maurice Tillieux. Elle est publiée pour la première fois du no 1453 au no 1458 du journal Spirou. Puis est publiée dans l'album Pâtée explosive en 1971.

## Univers

### Personnages
- Gil Jourdan
- Libellule
- Jules Crouton
- José Perrez : espion coronadorien
- Enrico Media : espion coronadorien
- Juan Manso : espion coronadorien
- Colonel Diaz : chef de la sécurité du Macasara

## Publication

### Revues
Les planches de La Guerre en caleçon furent publiées dans l'hebdomadaire Spirou entre le 17 février et le 24 mars 1966 (n°1453 à 1458).

### Album
La Guerre en caleçon fut intégrée à l'album Pâtée explosive,  publié aux Éditions Dupuis en 1971 (dépôt légal 01/1971). On retrouve cette histoire dans Dix aventures, le tome 4 de la série Tout Gil Jourdan (Dupuis - 1986), ainsi que dans le tome 3 de la série Gil Jourdan - L'intégrale (Dupuis - 2010).